# جوزيه ألفاريز
جوزيه ألفاريز (بالإنجليزية: Jose Alvarez)‏ هو لاعب كرة قاعدة أمريكي، ولد في 12 أبريل 1956 في تامبا في الولايات المتحدة.

## وصلات خارجية
- جوزيه ألفاريز على موقعبيزبول رفرنس.كوم (الدوري الرئيسي) (الإنجليزية)
- جوزيه ألفاريز على موقعبيزبول رفرنس.كوم (الدوري الثانوي) (الإنجليزية)